# ديفيد أبيل
ديفيد أبيل (بالهولندية: David Abel)‏ هو مصور سينمائي ومخرج هولندي، ولد في 15 ديسمبر 1883 في أمستردام في هولندا، وتوفي في 12 نوفمبر 1973 في لوس أنجلوس في الولايات المتحدة.

## وصلات خارجية
- ديفيد أبيل على موقع IMDb (الإنجليزية)
- ديفيد أبيل على موقع ألو سيني (الفرنسية)
- ديفيد أبيل على موقع قاعدة بيانات الأفلام السويدية (السويدية)
- ديفيد أبيل على موقع قاعدة بيانات الفيلم (الإنجليزية)
- ديفيد أبيل على موقع كينوبويسك (الروسية)